# Marija Suchopalowa
Marija Suchopalowa (ukrainisch Марія Сухопалова; * 16. Juli 2004) ist eine ukrainische Cross-Country-Mountainbikerin.

## Sportlicher Werdegang
Suchopalowa stammt aus Charkiw. Mit 17 Jahren wurde sie 2021 ukrainische Junioren-Meisterin im Cross-Country (XCO) sowie Elite-Meisterin im Eliminator (XCE), wobei sie die zweifache Europameisterin Iryna Popowa schlug. Auch international gewann sie mehrere Rennen und wurde Fünfte der Mountainbike-Europameisterschaften bei den Junioren.
In der Folge fuhr Suchopalowa hauptsächlich Cross-Country-Rennen, wobei sie im UCI-Mountainbike-Weltcup in der U23-Kategorie keine vorderen Resultate erzielte, aber mehrere Rennen in Südosteuropa und der Türkei gewann. 2024 erhielt sie den staatlichen Titel Meister des Sports in der internationalen Klasse. Im April 2025 nahm sie in Duschanbe erstmals am Eliminator-Weltcup teil und gewann auf Anhieb dieses Rennen. Zwei Monate darauf wurde sie in Sakarya mit großem Abstand Weltmeisterin dieser Disziplin.

## Erfolge
2021
 Ukrainische Meisterin – XCE
 Ukrainische Meisterin (Junioren) – XCO
 Balkan-Meisterschaften (Junioren) – XCO
2024
 Ukrainische Meisterin (U23) – XCO
2025
 Weltmeisterin – XCE
ein Weltcup-Erfolg – XCE